# Christian Marin
Pour les articles homonymes, voir Marin.
Ne doit pas être confondu avec Christian Morin.
Christian Marin, né le 8 février 1929 dans le 2e arrondissement de Lyon et mort le 5 septembre 2012 dans le 20e arrondissement de Paris, est un acteur français.
Avec son physique atypique, visage allongé, oreilles décollées, c'est l'un des seconds rôles populaires du cinéma français d'après-guerre.

## Biographie
En 1949, après une expérience aux Beaux-Arts, il réussit à entrer au conservatoire de Lyon. Il fait l'apprentissage de son métier. En 1951, sur les conseils de son ami Fernand Ledoux, il se présente à la Comédie Française mais échoue. Il rejoint alors la troupe TNP de Jean Vilar où il rencontre Daniel Sorano et Gérard Philipe. En 1953, il se joint à la troupe de Jean Dasté, la Comédie de Saint-Etienne. Il y reste deux ans puis tente sa chance de comique dans les cabarets parisiens et finit par se faire remarquer. Il lui faut attendre 1963 pour s'imposer enfin avec le film Pouic Pouic de Jean Girault avec Louis de Funès.
Entre 1964 et 1970, ce petit-fils de gendarme incarne le maréchal des logis Albert Merlot dans les quatre premières aventures Gendarme de Saint-Tropez, aux côtés de Louis de Funès. En 1978, sollicité par Jean Anouilh pour jouer au théâtre et estimant « avoir fait le tour » des Gendarmes, Christian Marin déclina la proposition d'endosser l'uniforme une cinquième fois pour tourner Le Gendarme et les Extra-terrestres.
De 1967 à 1969, à la télévision, il obtient le rôle du lieutenant Ernest Laverdure, dragueur invétéré, excentrique et gaffeur mais excellent pilote — comparse de Tanguy, interprété par Jacques Santi — dans la série télévisée Les Chevaliers du ciel, adaptée de la bande dessinée de Jean-Michel Charlier et Albert Uderzo. Trente-neuf épisodes sont tournés sur trois ans. Spécialiste des seconds rôles, notamment chez Jean Girault, Christian Marin a tourné dans une cinquantaine de films sous la direction de Claude Autant-Lara, Costa-Gavras et Yves Robert.
Il a également enregistré plusieurs 45 T de chansons, entre 1963 et 1972
Sa principale activité professionnelle — et sa discipline préférée — reste le théâtre, dont il ne s'est jamais éloigné. Il a joué dans une quarantaine de pièces, tant dans le répertoire classique que dans le boulevard. Depuis 2010, il jouait Le Gang des Seniors.

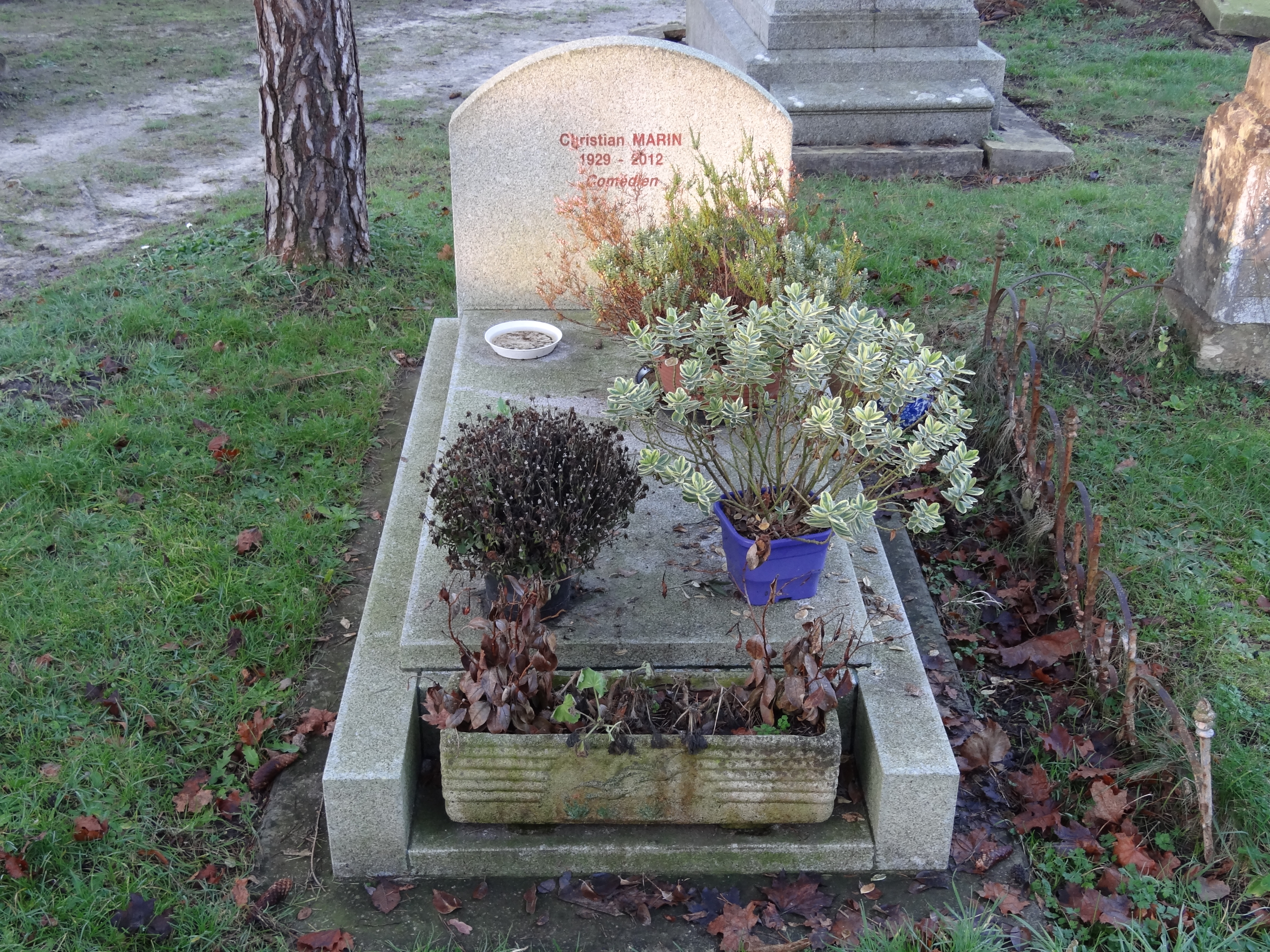
La tombe de Christian Marin au cimetière d'Ermenonville (Oise).

Christian Marin est décédé, à Paris 20e, d'un cancer le 5 septembre 2012 quelques semaines après avoir achevé la rédaction de ses mémoires intitulés Mémoires d’un chevalier du ciel, coécrits avec Gilles Antonowicz.
Il était membre de l'Académie Alphonse-Allais.
Le 11 septembre 2012, après une cérémonie religieuse en l’église Saint-Roch à Paris, Christian Marin a été inhumé à Ermenonville. Deux Alpha Jet de la Base aérienne 705 de Tours ont survolé le cimetière au moment de l’inhumation, rendant ainsi un dernier hommage à celui qui incarna le lieutenant Ernest Laverdure.
Outre son épouse Monique avec qui il vécut soixante ans, il laisse quatre enfants et huit petits-enfants.
Lors de sa carrière, il s'est lié d'amitié avec Fernand Ledoux, Fernand Raynaud, André Falcon. Dans ses mémoires, il se montre, avec tact, plus réservé sur Robert Lamoureux et Louis de Funès.

## Filmographie

### Cinéma
- 1957 : Ces dames préfèrent le mambo de Bernard Borderie
- 1957 : Nous autres à Champignol de Jean Bastia
- 1960 : Les Tortillards de Jean Bastia - (Léon, l'assistant)
- 1961 : Le Tracassin d'Alex Joffé
- 1961 : Le Capitaine Fracasse de Pierre Gaspard-Huit : le valet Picard
- 1961 : La Belle Américaine de Robert Dhéry et Pierre Tchernia - (Pierrot, le vendeur de glaces)
- 1961 : Tout l'or du monde de René Clair et Claude Pinoteau - (Le régisseur à la télévision)
- 1961 : Une blonde comme ça de Jean Jabely
- 1962 : La Gamberge de Norbert Carbonnaux - (Le caméraman)
- 1962 : Le crime ne paie pas de Gérard Oury - (Le commissaire), dans le sketch : L'homme de l'avenue
- 1962 : Comment réussir en amour de Michel Boisrond - (Fernand)
- 1963 : Pouic-Pouic de Jean Girault - (Charles, le domestique)
- 1963 : La Foire aux cancres de Louis Daquin - (Levasseur)
- 1963 : La Contrebasse de Maurice Fasquel (court-métrage)
- 1963 : Cherchez l'idole de Michel Boisrond - (Marcel)
- 1963 : L'Abominable Homme des douanes de Marc Allégret - (Désiré Piccolo, le musicien)
- 1963 : Le commissaire mène l'enquête de Fabien Collin et Jacques Delille - dans le sketch : Pour qui sonne le...
- 1963 : L'Honorable Stanislas, agent secret de Jean-Charles Dudrumet - (Lecanut, le secrétaire du commissaire)
- 1963 : Le Magot de Josefa de Claude Autant-Lara - (Pierrot)
- 1963 : Bébert et l'Omnibus d'Yves Robert - (L'employé de la gare)
- 1964 : Le Gendarme de Saint-Tropez, de Jean Girault : Dans le rôle du maréchal des logis Albert Merlot
- 1964 : Allez France ! de Robert Dhéry et Pierre Tchernia - (Le garçon du restaurant français)
- 1965 : Les Copains d'Yves Robert - (Omer)
- 1965 : Le Gendarme à New York de Jean Girault - (Le maréchal des logis Albert Merlot)
- 1965 : Dis-moi qui tuer, d'Étienne Périer - (Le marchand de glaces)
- 1965 : Compartiment tueurs de Costa-Gavras - (Le beau-frère)
- 1965 : L'Or du duc de Jacques Baratier et Bernard Toublanc-Michel - (Le gendarme)
- 1965 : Le Chant du monde de Marcel Camus - (Le tatoué)
- 1965 : La Pierre et la corde de Jean-Louis Van Belle - court métrage (17 min) -
- 1965 : Tandem de Serge Fouquet - court métrage (13 min) -
- 1966 : Monnaie de singe d'Yves Robert - (Le touriste)
- 1966 : Monsieur le président-directeur général de Jean Girault - (William)
- 1968 : Le gendarme se marie de Jean Girault - (Le maréchal des logis Albert Merlot)
- 1968 : Le Mois le plus beau de Guy Blanc - (Le sergent)
- 1968 : The Story of a Three-Day Pass ou La Permission de Melvin Van Peebles - (L'hôtelier)
- 1968 : Les Joueurs de Jean-Louis Van Belle - court métrage (13 min) -
- 1969 : Faites donc plaisir aux amis de Francis Rigaud - (Le barman)
- 1969 : L'Auvergnat et l'autobus de Guy Lefranc - (Le receveur escroc)
- 1970 : Michel Strogoff (Der Kurier des Zaren) d'Eriprando Visconti - (Harry Blount)
- 1970 : Le Gendarme en balade de Jean Girault - (Le maréchal de logis Albert Merlot)
- 1973 : La Dernière Bourrée à Paris de Raoul André
- 1974 : Y'a un os dans la moulinette de Raoul André - (Joseph)
- 1974 : Commissariat de nuit de Guido Leoni
- 1975 : Le Commando des chauds lapins - Les secrétaires / Touchez pas à mon capital de Guy Pérol - (Firmin)
- 1976 : Deux cloches dans la neige de Jean-Louis Guillermou
- 1976 : La Grande Récré de Claude Pierson - (gardien de la paix)
- 1977 : Winnie l'ourson et le Tigre fou de Paul Winchell : Tigrou (1er doublage)
- 1978 : Bambi de Walt Disney - dessin animé, uniquement la voix - (2e doublage)
- 1980 : Prune des bois de Marc Lobet - (Gaspard)
- 1984 : Neuville ma belle de Mae Kelly
- 1986 : Fievel et le nouveau monde de Don Bluth - dessin animé, uniquement la voix -
- 1998 : Chômeurs mais on s'soigne, (court-métrage) de Laurent Thomas - (pépé)
- 2000 : Carpe diem (court-métrage) d'Élisabeth Aubert
- 2010 : Two sunny days (court-métrage) d'Ognjien Svilicic
- 2012 : Dead Man Talking de Patrick Ridremont - (l'aumônier)

### Télévision
- 1956 : En votre âme et conscience, épisode : La Mort de Monsieur de Marcellange de  Claude Barma
- 1959 : La Marquise d'O de Claude Barma - (Francisco)
- 1960-1962 : La Belle Équipe d'Ange Casta (Série TV)
- 1960 : De fil en aiguille de Lazare Iglesis - (Un détective)
- 1961 : Théâtre de la jeunesse : Don Quichotte de Marcel Cravenne et Louis Grospierre - (Un palefrenier)
- 1962 : Le temps des copains Feuilleton de Jean Canolle - (Roland)
- 1963 : Tous ceux qui tombent de Michel Mitrani - (Christy)
- 1964 : Méliès, magicien de Montreuil-sous-Bois de Jean-Christophe Averty - (Raynaly)
- 1964 : La Mégère apprivoisée de Pierre Badel - (Grémio)
- 1965 : 29 degrés à l'ombre de Jean-Pierre Marchand
- 1965 : Mon royaume pour un lapin de Jacques Villa - (L'instituteur)
- 1967 : Deslouettes père et fils d'Arlen Papazian et Claude Robrini
- 1967 : La Bien-aimée de Jacques Doniol-Valcroze - (Le courtier)
- 1967 : Max le débonnaire d'Yves Allégret (épisode De quoi je me mêle)
- 1967-1970 : Les Chevaliers du ciel de François Villiers Feuilleton en 39 épisodes de 26 min, tourné en 3 saisons de 13 épisodes - (Ernest Laverdure)
- 1968 : Le comte Yoster a bien l'honneur - "Du kommst in so fragwürdiger gestalt" de (?)
- 1970 : A dix minutes près de Louis Grospierre - (Colin Derwent)
- 1971 : Le Cabaret de l'absurde de (?)
- 1972 : Les Habits neufs du Grand-Duc de Jean Canolle - (Le Grand)
- 1974 : Monsieur Badin de Jean Bertho - (M. Badin)
- 1975 : Les renards de Philippe Joulia - (F. Rouquet)
- 1975 : Le Théâtre de Tristan Bernard de Georges Folgoas et Dominique Nohain (sketch L'Anglais tel que l'on parle) - (Eugène)
- 1976 : Faux et usage de faux / Seznec faux coupable de Bernard Claeys - (L'enquêteur Seznec)
- 1976 : Au théâtre ce soir : Le Coin tranquille de Michel André, mise en scène Michel Vocoret, réalisation Pierre Sabbagh, Théâtre Édouard VII - (Jean)
- 1977 : Turlututu de François Chatel - (Ernest Tabarot)
- 1977 : Les Folies Offenbach de Michel Boisrond - (Gil Pérès)
- 1978 : Les samedis de l'histoire / La banqueroute de Law de Jean-François Delassus - (Rémy)
- 1979 : Les Cinq Dernières Minutes épisode Nous entrons dans la carrière de Claude Loursais - (Estry)
- 1979 : Au théâtre ce soir : Une nuit chez vous Madame de Jean de Létraz, mise en scène Jacques Valois, réalisation Pierre Sabbagh, Théâtre Marigny - (Maurice)
- 1980 : Les maîtres sonneurs de Lazare Iglesis
- 1981 : Le Voyage du Hollandais de Charles Brabant
- 1981 : Histoire contemporaine de Michel Boisrond - (Le docteur Fornerol)
- 1982 : Le Serin du major d'Alain Boudet - (Le tondeur de chiens)
- 1982 : Toutes griffes dehors de Michel Boisrond - (Bob Loiseau)
- 1982 : Au théâtre ce soir : Jean de la Lune de Marcel Achard, mise en scène Robert Manuel, réalisation Pierre Sabbagh, Théâtre Marigny - (Clotaire)
- 1983 : Microbidon - Cinéma 16 d'André Halimi - (Maximilien)
- 1986 : L'Été 36 d'Yves Robert - (Léostic)
- 1989 : Les Nuits révolutionnaires de Charles Brabant - (Du Hameauneuf)
- 1989 : Maguy, épisode Kidnapping-pong - (Jo le Cannois)
- 1990 : Pépé la gâchette de Jean Pignol - (Arthur)
- 2007 : Vérités assassines d'Arnaud Sélignac
- 2012 : À dix minutes des naturistes de Stéphane Clavier - (Le voisin sur le balcon)

## Théâtre
- 1951 : Jedermann de Hugo von Hofmannsthal, mise en scène Charles Gantillon, Parvis de la cathédrale Saint-Jean Lyon
- 1953 : À chacun sa vérité de Luigi Pirandello, mise en scène René Lesage, Comédie de Saint-Étienne
- 1956 : À la monnaie du Pape de Louis Velle, mise en scène René Dupuy, Théâtre Gramont
- 1956 : Nemo d'Alexandre Rivemale, mise en scène Jean-Pierre Grenier, Théâtre Marigny
- 1956 : L'Hôtel du libre échange de Georges Feydeau, mise en scène Jean-Pierre Grenier, Théâtre Marigny
- 1956 : Le Baladin du monde occidental de John Millington Synge, mise en scène René Dupuy, Théâtre Gramont
- 1957 : La Visite de la vieille dame de Friedrich Dürrenmatt, mise en scène Jean-Pierre Grenier, Théâtre Marigny
- 1957 : Romanoff et Juliette de Peter Ustinov, mise en scène Jean-Pierre Grenier, Théâtre Marigny
- 1958 : Tessa la nymphe au cœur fidèle de Jean Giraudoux d'après Basil Dean et Margaret Kennedy, mise en scène Jean-Pierre Grenier, Théâtre Marigny
- 1958 : L'Étonnant Pennypacker de Liam O'Brien, adaptation Roger Ferdinand, mise en scène Jean-Pierre Grenier, Théâtre Marigny
- 1959 : La Double Vie de Théophraste Longuet de Jean Rougeul d'après Gaston Leroux, mise en scène René Dupuy, Théâtre Gramont
- 1960 : John Smith 1er de Jaime Silas, mise en scène Michel de Ré, Théâtre de l'Œuvre
- 1960 : L'Idiote de Marcel Achard, mise en scène Jean Meyer, Théâtre Antoine
- 1962 : Turlututu de Marcel Achard, mise en scène Jean Meyer, Théâtre Antoine
- 1966 : Ange pur de Gaby Bruyère, mise en scène Francis Joffo, Théâtre Edouard VII
- 1971 : Isabelle, trois caravelles et un charlatan de Dario Fo, mise en scène de l'auteur, Festival d'Avignon
- 1972 : Le Bourgeois gentilhomme de Molière,Festival de Sarlat
- 1973 : À quoi on joue ? de Pierre Etaix, mise en scène de l'auteur, Théâtre Hébertot
- 1973 : Les Femmes savantes de Molière, mise en scène Michel Debane, Festival d'Amboise
- 1974 : Duos sur canapé de Marc Camoletti, mise en scène de l'auteur, Théâtre Michel
- 1977 : Bichon de Jean de Létraz, mise en scène Jacques Valois, Tournées Baret.
- 1978 : La Culotte de Jean Anouilh, mise en scène Jean Anouilh & Roland Piétri, Théâtre de l'Atelier
- 1980 : Les Folies du samedi soir de Marcel Mithois
- 1981 : Le Nombril de Jean Anouilh, mise en scène Jean Anouilh et Roland Piétri, Théâtre de l'Atelier
- 1983 : Les Serpents de pluie de Per Olov Enquist, mise en scène Lone Bastholm, Théâtre de la Madeleine
- 1984 : Potiche de Barillet et Grédy
- 1986 : L'Homme prudent de Carlo Goldoni, mise en scène Gérard Savoisien, Théâtre Firmin Gémier Antony
- 1989 : George Dandin de Molière, Festival de Boussac
- 1991 : Décibel de Julien Vartet, mise en scène Gérard Savoisien, Théâtre Edouard VII
- 1991 : L'Homme prudent de Carlo Goldoni, Théâtre Firmin Gémier Antony
- 1993 : La Frousse de Julien Vartet, mise en scène Raymond Acquaviva, Théâtre Edouard VII
- 1993 : Durant avec un T de Julien Vartet, mise en scène Daniel Colas, Théâtre Edouard VII
- 1994 : Décibel de Julien Vartet, mise en scène Gérard Savoisien, Théâtre Edouard VII
- 1994 : L'Addition de Maurice Horgues, mise en scène Jacques Mauclair
- 1996 : La Pêche à la ligne de Jean Barbier, mise en scène François Guérin,Théâtre des Nouveautés
- 1997 : Un mariage pour trois de Georges Feydeau, mise en scène Anthony Walkers, Théâtre du Gymnase Marie Bell
- 1997 : Sacré Noël de Bruno Druart, mise en scène Henri Lazarini, Théâtre de La Mare au diable Palaiseau, Théâtre Rive Gauche
- 2000 : Histoires naturelles de Jules Renard, mise en scène de  Hubert Drac, Théâtre Mouffetard
- 2001 : Quelle famille ! de Francis Joffo, mise en scène Francis Joffo, Théâtre Saint-Georges, Théâtre du Palais-Royal
- 2003 : La poison de Sacha Guitry, mise en scène Henri Lazarini, tournée
- 2004 : Au pied levé de Gérard Savoisien, tournée
- 2006 : Un amour de vache d'Eric Lenormand, tournée
- 2010 : Le Gang des Séniors de Bruno Druart, mise en scène Thierry Lavat, tournée

## Discographie

### Singles
1962 : Claudius (Ducretet Thompson ref. 460 V 542) 
1963 : Coeur transistor (Ducretet Thompson ref. 460 V 553)
1964 : Tu m'as mené en bateau (Ducretet Thompson ref. 460 V 605)
1964 : Smash 017/Zut à mon patron (Ducretet Thompsn ref. 500 V 609)
1965 : Pourvu qu'il n'y flotte pas au mois d'août (Ducretet Thompson ref. 460 V 707)
1965 : Fais dodo (Ducretet Thompson ref. 500 V 624)
1967 : La cuillère à café (Ducretet Thompson ref. 460 V 756)
1972 : Les éléphants d'Hannibal (Disques Meys ref.10036)
1973 : J'ai pas compris (Decca ref. 84.144)

### Albums studio
Sinbad Le Marin (Adès ALB 324)

## Anecdotes
Dans un épisode de Les Chevaliers du ciel, Christian Marin (l'acteur de Laverdure) devait, dans une scène, se débattre avec un serpent, ce qu'il fit réellement. Il dut auparavant apprendre à tenir le reptile de façon qu'il ne puisse lui faire aucun mal.
Il a participé à la première tournée de Sheila appelée La tournée du siècle fin 1963 début 1964. Il y était au côté du groupe Les Surfs et de Franck Alamo.
Le boulodrome de la ville d'Hettange-Grande, en Moselle, porte son nom. L'acteur a participé dès lors à de nombreux projets de la ville, dont la narration d'un DVD sur l'histoire de la portion de la Ligne Maginot se trouvant sur le territoire de la commune. L'acteur a également joué le rôle d'un paléontologue dans un film promotionnel de la commune à l'été 2011.
La Ville de Limeil-Brévannes a choisi de rendre hommage à son ancien résident en donnant son nom à son nouveau centre socioculturel ouvert en novembre 2015 dans le Quartier Saint-Martin .

## Publication
- Christian Marin et Gilles Antonowicz, Mémoires d’un chevalier du ciel, Sillages éditions, 2012  (ISBN 978-2-915945-04-1)